# Dia da Raiz Quadrada
O Dia da Raiz Quadrada é um feriado não oficial celebrado nos dias em que tanto o dia do mês quanto o mês são a raiz quadrada dos dois últimos dígitos do ano. Por exemplo, o último Dia da Raiz Quadrada foi 5 de maio de 2025 (5/5/25), e o próximo Dia da Raiz Quadrada será 6 de junho de 2036 (6/6/36). O último Dia da Raiz Quadrada do século XXI ocorrerá em 9 de setembro de 2081. Os Dias da Raiz Quadrada ocorrem nas mesmas nove datas a cada século.

## História
Ron Gordon, um professor do ensino médio de Redwood City, Califórnia, criou o primeiro Dia da Raiz Quadrada para 9 de setembro de 1981 (9/9/81). Gordon continua sendo o publicitário do feriado, enviando comunicados de imprensa para veículos de comunicação do mundo todo. A filha de Gordon criou um grupo no Facebook onde as pessoas podem compartilhar como estão comemorando o dia.
Uma maneira sugerida de celebrar o feriado é comer rabanetes ou outros vegetais de raiz cortados em formas com seções transversais quadradas (criando assim uma "raiz quadrada").

## Lista completa
O Dia da Raiz Quadrada ocorre nas seguintes datas a cada século:
- 1/1/01
- 2/2/04
- 3/3/09
- 4/4/16
- 5/5/25
- 6/6/36
- 7/7/49
- 8/8/64
- 9/9/81

O número de anos entre dias consecutivos da raiz quadrada em um século são números ímpares consecutivos: 3, 5, 7, 9, 11, 13, 15, 17.